# Maynor Gómez
Maynor Gómez (Villanueva, Cortés, Honduras; 17 de febrero de 1986) es un futbolista hondureño. Juega de mediocampista y su último equipo fue el Lepaera F.C. de la Liga de Ascenso de Honduras.

## Trayectoria
El 2 de agosto de 2008 convirtió su primera anotación en la Liga Nacional de Honduras. Aquel gol fue anotado en el empate de 1 a 1, disputado en el Estadio Argelio Sabillón, entre su equipo Real Juventud y el Motagua.

## Clubes
| Club            | País     | Año         |
| --------------- | -------- | ----------- |
| Real Juventud   | Honduras | 2006 - 2009 |
| Hispano         | Honduras | 2009 - 2011 |
| Villanueva F.C. | Honduras | 2012 - 2014 |
| Parrillas One   | Honduras | 2014 - 2015 |
| Villanueva F.C. | Honduras | 2015        |
| Lepaera F.C.    | Honduras | 2016        |

## Palmarés

### Campeonatos nacionales
| Título                      | Club          | País     | Año           |
| --------------------------- | ------------- | -------- | ------------- |
| Liga de Ascenso de Honduras | Real Juventud | Honduras | Apertura 2007 |
| Liga de Ascenso de Honduras | Real Juventud | Honduras | Clausura 2008 |

## Acusación
El 2 de junio de 2016 fue acusado de violación especial en contra de una adolescente de 13 años de edad. El futbolista podría enfrentar entre 15 y 20 en prisión por el delito cometido.